# Mammillaria boelderliana
Mammillaria boelderliana ist eine Pflanzenart aus der Gattung Mammillaria in der Familie der Kakteengewächse (Cactaceae). Das Artepitheton ehrt den deutschen Kakteenkenner aus München Rudolf Bölderl.

## Beschreibung
Mammillaria boelderliana wächst einzeln mit großer, langer und massiver Pfahlwurzel. Der abgeflachte, kugelig, blaugrüne Körper wird 1 bis 3 Zentimeter hoch und 2,5 bis 5,5 Zentimeter im Durchmesser groß. Die konischen Warzen sind weit voneinander angeordnet. Die Axillen sind nackt. Die 4 bis 5 Dornen sind alle gleich groß und können daher nicht zwischen Mittel- und Randdornen unterschieden werden. Sie sind nadelig, gelblich-braun und 0,4 bis 0,7 Zentimeter lang.
Die trichterigen Blüten sind weißlich mit rosa Mittelstreifen. Sie werden 1,8 bis 2 Zentimeter lang und 2 bis 2,4 Zentimeter im Durchmesser groß. Die birnenförmigen Früchte sind rot gefärbt und 0,7 bis 1 Zentimeter lang. Sie enthalten dunkelbraune bis schwarze Samen.

## Verbreitung, Systematik und Gefährdung
Mammillaria boelderliana ist in dem  mexikanischen Bundesstaat Zacatecas verbreitet.
Die Erstbeschreibung erfolgte 1988 durch Michael Wohlschlager (* 1936).
In der Roten Liste gefährdeter Arten der IUCN wird die Art als „Data Deficient (DD)“, d. h. mit keinen ausreichenden Daten geführt.

## Nachweise